# 原発ゼロ基本法案
原発ゼロ基本法案は、第196回国会会期中の2018年3月9日、野党が衆議院に提出した法律案である。立憲民主党・日本共産党・自由党・社会民主党の野党4党が共同提出したもので、無所属の菊田真紀子・黒岩宇洋が賛同者に名を連ねた。提出から一年経過している2019年3月12日時点において一度も審議されていない。

## 内容
- 基本理念として、すべての原子力発電所（原発）を速やかに停止、廃止する[1]。
- 施行後5年以内にすべての原発の廃炉を決定する[3]。
- 再生可能エネルギーの割合を2030年までに40％以上とする[3]。
- 廃炉作業を行う電力会社や立地地域の雇用・経済対策について、国が必要な支援を行う[1]。

## 経緯
第180回国会会期末前日の2012年9月7日、「脱原発基本法案」が衆議院に提出され、継続審議となった。
2017年6月20日、民進党が「原発ゼロ基本法案（仮称）」の作成に向けて、同年秋に法案骨子をまとめる方針を決めた。
2018年1月10日、「原発ゼロ・自然エネルギー推進連盟」（会長は城南信用金庫元理事長吉原毅）が記者会見を行ない、「原発ゼロ・自然エネルギー基本法案」を発表。連盟顧問の元内閣総理大臣小泉純一郎は、立憲民主党などと連携する考えを表明した。
立憲民主党が2018年1月に法案骨子をまとめた。この段階では非常時には原発再稼働が認められるものだったが、「非常時こそ原発の危険性が高まるので現実的ではない」との批判が多く寄せられたため、その後この例外規定は削除された。そのため例外規定に難色を示していた日本共産党も共同提出する見込みとなった。
2018年3月9日に衆議院に提出され、6月8日に衆議院経済産業委員会に付託された。6月20日までの会期だった国会は参議院定数を六増する公職選挙法改正案を通すために1ヶ月延長されたが、原発ゼロ基本法案は自民党が経済産業委員会の開催に応じなかったため審議のないままに国会閉会となった。野党委員は自民党が「原発ゼロを否定する党というイメージが強まるのを警戒し、審議しない状態を続けた」と推測している。ただし委員会は全会一致で継続審査とした。
2019年3月11日に立憲民主党の枝野幸男代表は被災地視察の際に「リスクを考えれば、原発に合理性がないことは、はっきりしている」と宮城県名取市で報道陣に語った。
2019年の通常国会でも野党が原発ゼロ基本法案の審議を要求したが、与党が審議に応じなかったため、審議のないまま6月26日の最終日を迎えた。